# Pierino Rovida
Pietro Carlo Benedetto Rovida detto Pierino (Roma, 13 gennaio 1898 – Roma, 1968) è stato un calciatore italiano, di ruolo mediano.

## Caratteristiche tecniche
Rovida era un mediano di buona tecnica, bravo a marcare l'avversario e con buoni doti agonistiche.

## Carriera
Inizia la sua carriera calcistica con la Juventus Roma nel 1920, rimanendovi tuttavia solo un anno e passando quindi nel 1921 all'Alba Roma. Con i biancoverdi rimane per sei stagioni, fino a che, nel 1927, Alba, Fortitudo e Roman si uniscono nell'AS Roma: con i giallorossi Rovida giocherà due stagioni totalizzando 20 presenze (e conquistando anche la Coppa CONI), dopo le quali terminerà la sua carriera agonistica.

## Statistiche

### Presenze e reti nei club
Statistiche aggiornate al 23 ottobre 2015.
| Stagione         | Squadra          | Campionato       | Campionato | Campionato | Coppe nazionali | Coppe nazionali | Coppe nazionali | Coppe continentali | Coppe continentali | Coppe continentali | Altre coppe | Altre coppe | Altre coppe | Totale | Totale |
| Stagione         | Squadra          | Comp             | Pres       | Reti       | Comp            | Pres            | Reti            | Comp               | Pres               | Reti               | Comp        | Pres        | Reti        | Pres   | Reti   |
| ---------------- | ---------------- | ---------------- | ---------- | ---------- | --------------- | --------------- | --------------- | ------------------ | ------------------ | ------------------ | ----------- | ----------- | ----------- | ------ | ------ |
| 1920-1921        | Juventus Roma    | PC               | ?          | ?          | -               | -               | -               | -                  | -                  | -                  | -           | -           | -           | ?      | ?      |
| 1921-1922        | Alba Roma        | PC               | ?          | ?          | -               | -               | -               | -                  | -                  | -                  | -           | -           | -           | ?      | ?      |
| 1922-1923        | Alba Roma        | PC               | ?          | ?          | -               | -               | -               | -                  | -                  | -                  | -           | -           | -           | ?      | ?      |
| 1923-1924        | Alba Roma        | PC               | ?          | ?          | -               | -               | -               | -                  | -                  | -                  | -           | -           | -           | ?      | ?      |
| 1924-1925        | Alba Roma        | PC               | ?          | ?          | -               | -               | -               | -                  | -                  | -                  | -           | -           | -           | ?      | ?      |
| 1925-1926        | Alba Roma        | PC               | 17         | 7          | -               | -               | -               | -                  | -                  | -                  | -           | -           | -           | 17     | 7      |
| 1926-1927        | Alba Roma        | DN               | 17         | 0          | -               | -               | -               | -                  | -                  | -                  | -           | -           | -           | 17     | 0      |
| Totale Alba Roma | Totale Alba Roma | Totale Alba Roma | 34+        | 7+         |                 | -               | -               |                    | -                  | -                  |             | -           | -           | 34+    | 7+     |
| 1927-1928        | Roma             | DN               | 15         | 0          | CC              | 13              | 0               | -                  | -                  | -                  | -           | -           | -           | 28     | 0      |
| 1928-1929        | Roma             | DN               | 5          | 0          | -               | -               | -               | -                  | -                  | -                  | -           | -           | -           | 5      | 0      |
| Totale Roma      | Totale Roma      | Totale Roma      | 20         | 0          |                 | 13              | 0               |                    | -                  | -                  |             | -           | -           | 33     | 0      |
| Totale carriera  | Totale carriera  | Totale carriera  | 54+        | 7+         |                 | 13              | 0               |                    | -                  | -                  |             | -           | -           | 67+    | 7+     |

## Palmarès

### Club
- Coppa CONI: 1

Roma: 1928